# السفارة السعودية في كازاخستان
سفارة المملكة العربية السعودية في كازاخستان، هي بعثة دبلوماسية سعودية تقع العاصمة أستانا  ويترأس البعثة سفير خادم الحرمين الشريفين فيصل بن حنيف القحطاني. العنوان: أستانا حي يسلسكي شارع أكينصري 19.

## سفراء السعودية في كازاخستان
| السفير                        | الفترة من  | ملاحظات |
| ----------------------------- | ---------- | ------- |
| فيصل بن حنيف القحطاني         | يناير 2023 | [ 2 ]   |
| عبد العزيز بن عبد الله الداود | يناير 2020 | [ 3 ]   |

## وصلات خارجية
- موقع سفارة المملكة العربية السعودية في كازاخستان
- وزارة الخارجية السعودية (بالعربية)
- Ministry of Foreign Affairs of Kingdom of Saudi Arabia (بالإنجليزية)